# Liste des édifices labellisés « Architecture contemporaine remarquable » de la Meuse
Cet article recense les édifices labellisés « Architecture contemporaine remarquable » de la Meuse, en France.
Le label « Architecture contemporaine remarquable » remplace depuis 2016 l'ancien label « Patrimoine du XXe siècle ». Il ne prend en compte que des édifices de moins de 100 ans à la date de labellisation, et qui ne sont pas protégés comme monuments historiques.
Au début 2024, la Meuse compte huit édifices ainsi labellisés.

## Liste
| Monument                                                   | Commune                  | Adresse                             | Coordonnées                      | Notice     | Date | Illustration                                               |
| ---------------------------------------------------------- | ------------------------ | ----------------------------------- | -------------------------------- | ---------- | ---- | ---------------------------------------------------------- |
| Hôtel du département de la Meuse                           | Bar-le-Duc               | Place Pierre-François-Gossin        | 48° 45′ 58″ nord, 5° 09′ 30″ est | ACR0001722 | 2022 | Hôtel du département de la Meuse                           |
| DDT et UDAP de la Meuse                                    | Bar-le-Duc               | 14 rue Antoine Durenne              | 48° 27′ 21″ nord, 5° 06′ 09″ est | ACR0001832 | 2023 | Image manquante Téléverser                                 |
| Vélodrome                                                  | Commercy                 | Rue du Docteur-Boyer                | 48° 45′ 49″ nord, 5° 35′ 46″ est | ACR0001794 | 2023 | Vélodrome                                                  |
| Guinguette et dépendances de la plage aménagée du lac Vert | Doulcon                  | Rue de la Gare                      | 49° 23′ 02″ nord, 5° 10′ 47″ est | ACR0000583 | 2015 | Guinguette et dépendances de la plage aménagée du lac Vert |
| Ensemble du village                                        | Éton                     |                                     | 49° 16′ 31″ nord, 5° 40′ 48″ est | ACR0000584 | 2015 | Ensemble du village                                        |
| Ancienne boulonnerie                                       | Gercourt-et-Drillancourt | Chemin de la Boulonnerie Les Dalles | 49° 17′ 05″ nord, 5° 14′ 17″ est | ACR0000585 | 2015 | Image manquante Téléverser                                 |
| Cinéma Lux                                                 | Montmédy                 | 1 rue du Général-Leclerc            | 49° 31′ 11″ nord, 5° 21′ 49″ est | ACR0000586 | 2015 | Image manquante Téléverser                                 |
| Ancienne usine de la société meusienne de lunetterie       | Saint-Mihiel             | 12 rue René-Frybourg                | 48° 53′ 51″ nord, 5° 32′ 18″ est | ACR0000587 | 2015 | Image manquante Téléverser                                 |
| Gare Meuse TGV                                             | Trois domaines           | Lieu dit, Le Cugnet                 | 48° 35′ 03″ nord, 5° 09′ 41″ est |            | 2023 | Image manquante Téléverser                                 |
| Église Sainte-Jeanne-d'Arc                                 | Verdun                   | Place Georges-Guérin Cité verte     | 49° 09′ 46″ nord, 5° 22′ 20″ est | ACR0000588 | 2015 | Église Sainte-Jeanne-d'Arc                                 |